# FK Zabjelo Podgorica
Fudbalski Klub Zabjelo Podgorica (Фудбалски Клуб Забјело Подгорица) – czarnogórski klub piłkarski z siedzibą w stolicy Czarnogóry – Podgoricy, z dzielnicy Zabjelo. Został utworzony w 1963 roku. Obecnie występuje w Trećej lidze Czarnogóry. 

## Stadion
Klub rozgrywa swoje mecze domowe na stadionie Stadion Zabjela w Podgoricy, który może pomieścić 1.000 widzów.

## Sezony
| Sezon                          | Liga                                                     | Poziom | Miejsce  |
| Federalna Republika Jugosławii |                                                          |        |          |
| 1999/00                        | Crnogorska liga                                          | III    | 2        |
| 2000/01                        | Druga liga SR Јugoslavije – Grupa Jug (Południe)         | II     | 7        |
| 2001/02                        | Druga liga SR Јugoslavije – Grupa Jug (Południe)         | II     | 8        |
| 2002/03                        | Druga liga SR Јugoslavije – Grupa Jug (Południe)         | II     | 12       |
| Serbia i Czarnogóra            |                                                          |        |          |
| 2003/04                        | Crnogorska liga                                          | III    | 11       |
| 2004/05                        | Treća crnogorska liga – Srednja regija (grupa centralna) | IV     | 1        |
| 2005/06                        | Treća crnogorska liga – Srednja regija (grupa centralna) | IV     | 1 (2x) * |
| Czarnogóra                     |                                                          |        |          |
| 2006/07                        | Druga liga                                               | II     | 4        |
| 2007/08                        | Druga liga                                               | II     | 6        |
| 2008/09                        | Druga liga                                               | II     | 9        |
| 2009/10                        | Druga liga                                               | II     | 5        |
| 2010/11                        | Druga liga                                               | II     | 10       |
| 2011/12                        | Druga liga                                               | II     | 4        |
| 2012/13                        | Druga liga                                               | II     | 3        |
| 2013/14                        | Druga liga                                               | II     | 12       |
| 2014/15                        | Druga liga                                               | II     | 11       |
| 2015/16                        | Treća liga – Srednja regija (grupa centralna)            | III    | 4        |
| 2016/17                        | Treća liga – Srednja regija (grupa centralna)            | III    | 3        |
| 2017/18                        | brak drużyny seniorów w rozgrywkach ligowych             | -      | -        |
| 2018/19                        | Treća liga – Srednja regija (grupa centralna)            | III    | 5        |
| 2019/20                        | Treća liga – Srednja regija (grupa centralna)            | III    | 2        |
| 2020/21                        | Treća liga – Srednja regija (grupa centralna)            | III    | ?        |

 * W wyniku przeprowadzonego 21 maja 2006 referendum niepodległościowego zadeklarowano  zerwanie dotychczas istniejącej federacji Czarnogóry z Serbią (Serbia i Czarnogóra). W związku z tym po sezonie 2005/06 wszystkie czarnogórskie zespoły wystąpiły z lig Serbii i Czarnogóry, a od nowego sezonu 2006/07 Zabjelo Podgorica przystąpiło do rozgrywek Drugiej crnogorskiej ligi.

## Sukcesy
- mistrzostwo Crnogorskiej ligi (1): 1969 (awans do Drugiej ligi FSR Јugoslavije).
- mistrzostwo Trećej crnogorskiej ligi (IV liga) (1): 2006 (awans do Drugiej crnogorskiej ligi, po wygranych barażach).
- mistrzostwo Trećej crnogorskiej ligi (IV liga) (1): 2005 (brak awansu do Drugiej crnogorskiej ligi (III liga), po przegranych barażach).
- mistrzostwo Crnogorskiej regionalnej ligi (IV liga) (1): 1992 (awans do Crnogorskiej ligi).
- wicemistrzostwo Crnogorskiej ligi (1): 2000 (awans do Drugiej ligi SR Јugoslavije).